# Schwarzhäupterhaus (Tallinn)

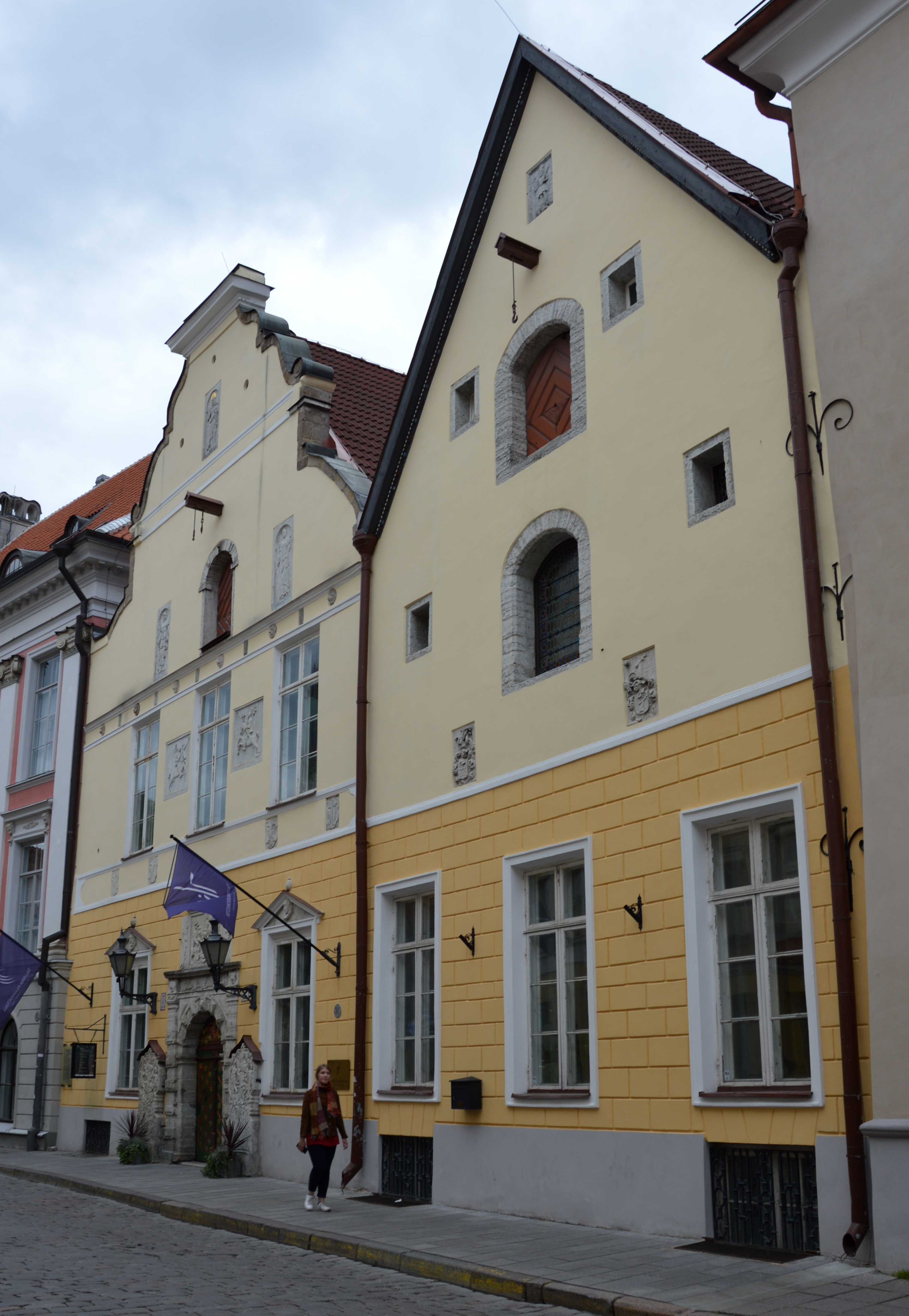
Schwarzhäupterhaus, 2018

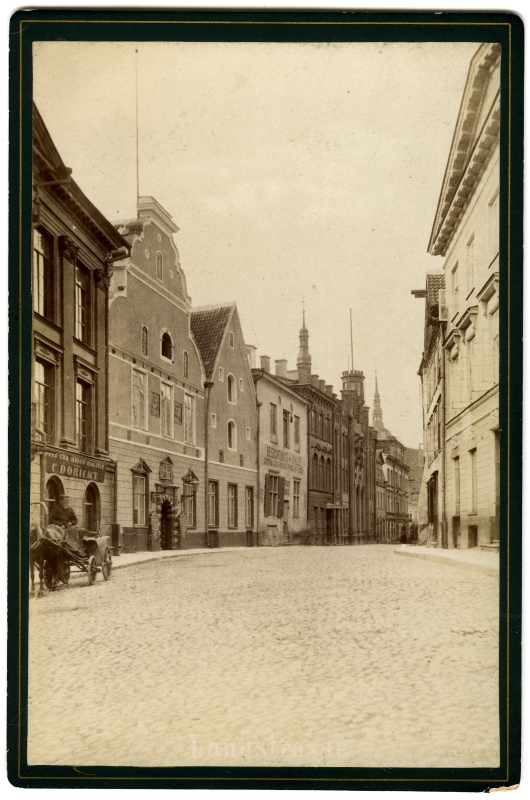
Schwarzhäupterhaus (links im Bild) zwischen 1885 und 1890

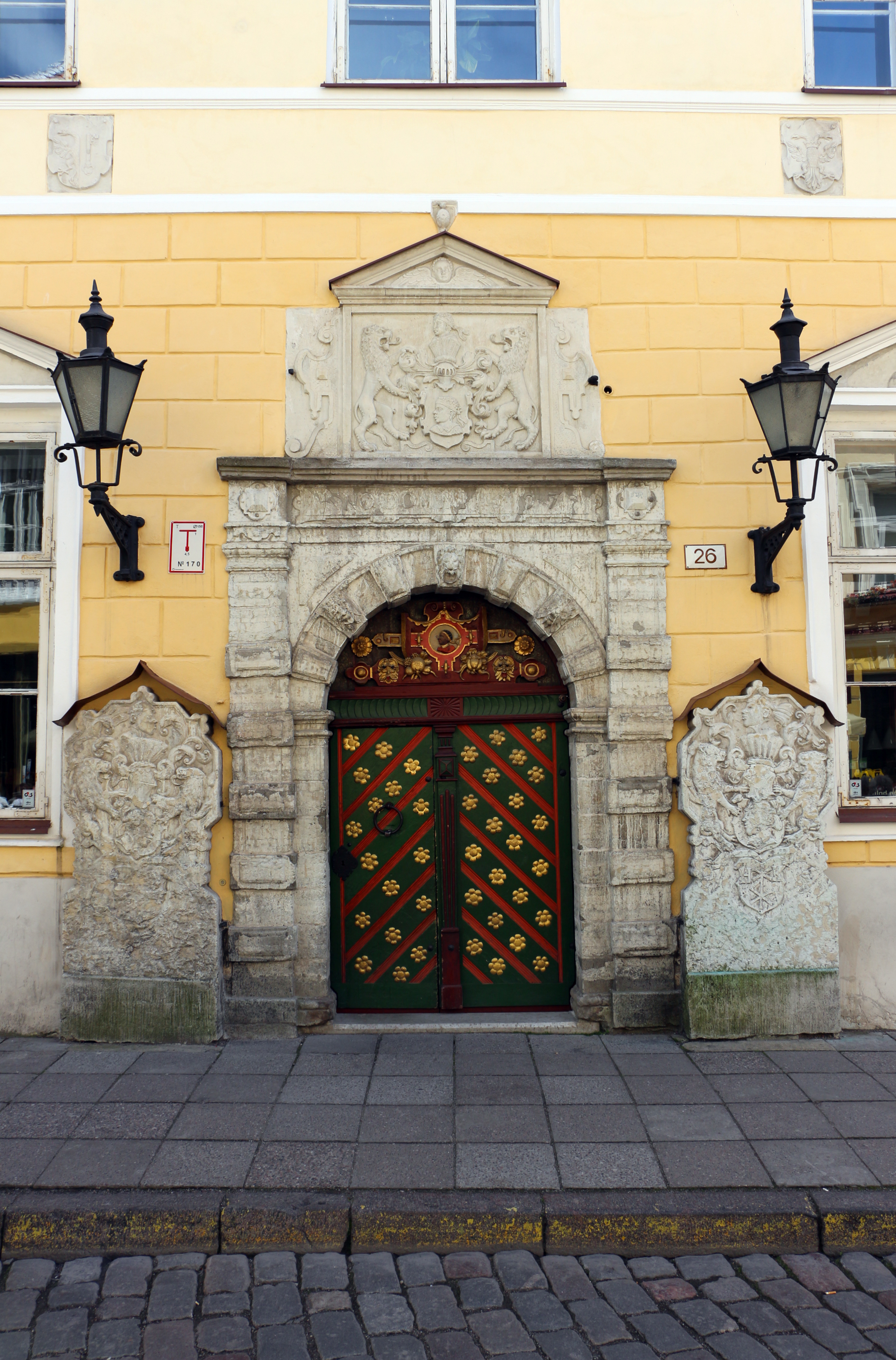
Portal

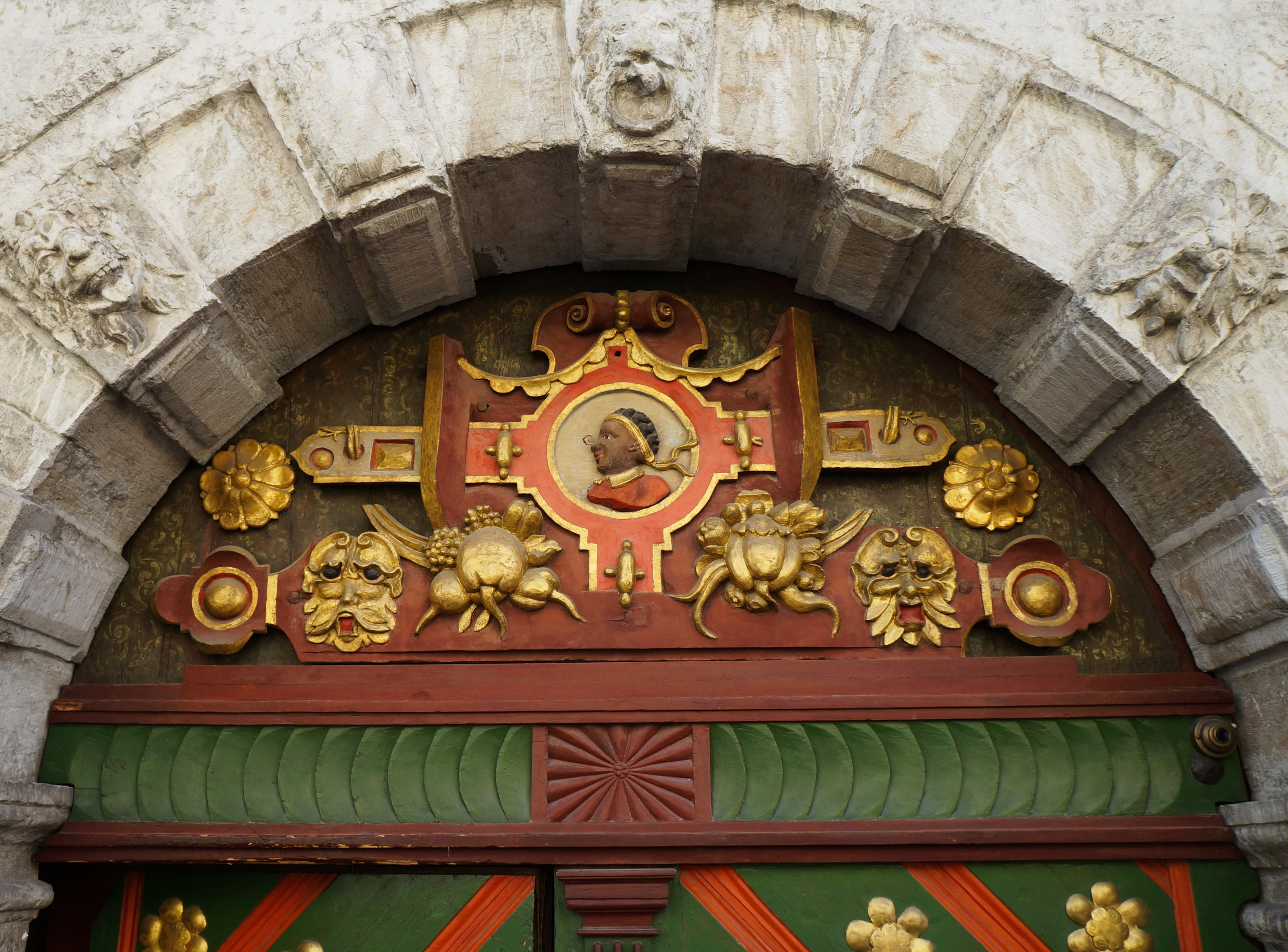
Schnitzereien oberhalb der Tür

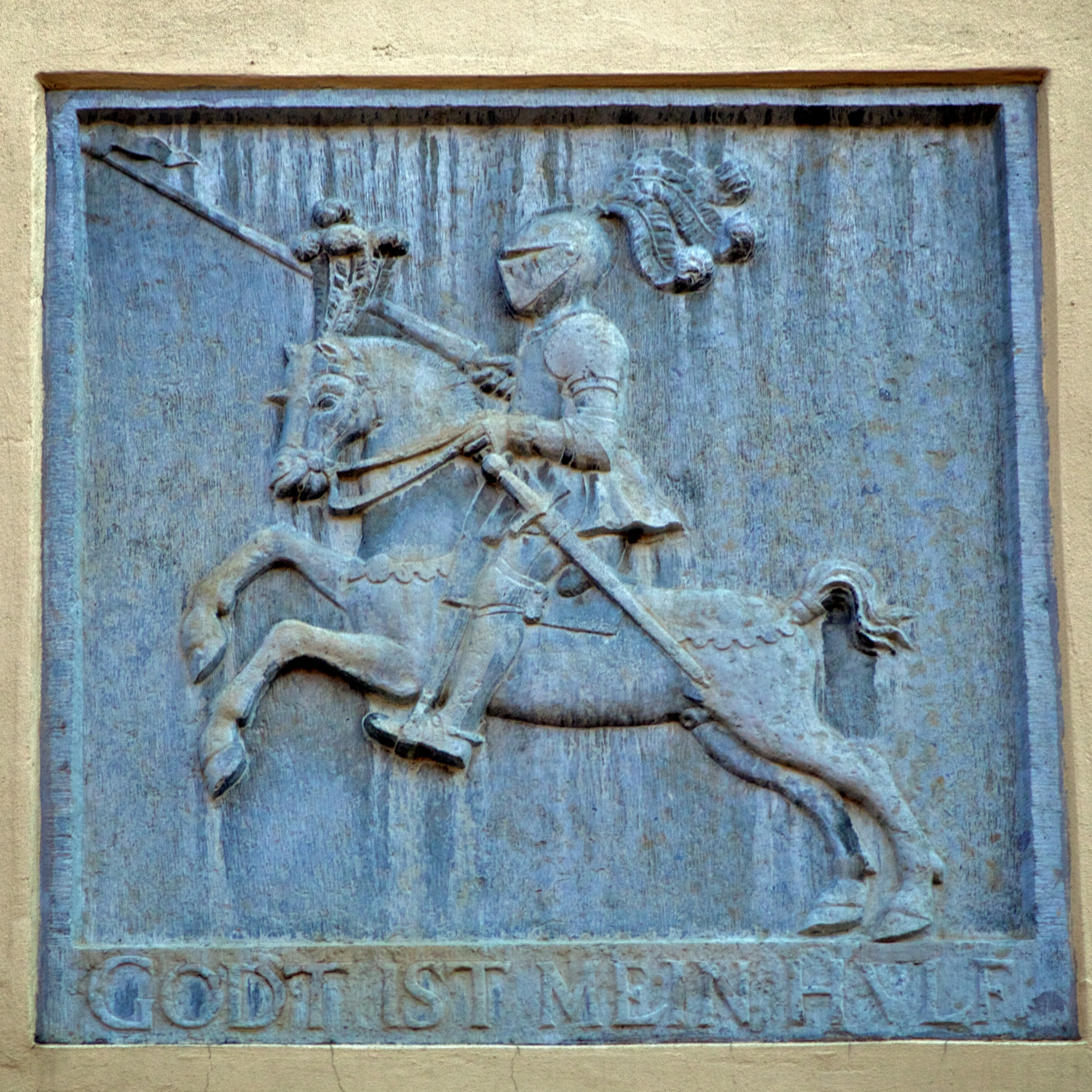
Relief mit Inschrift GODT IST MEIN HULF

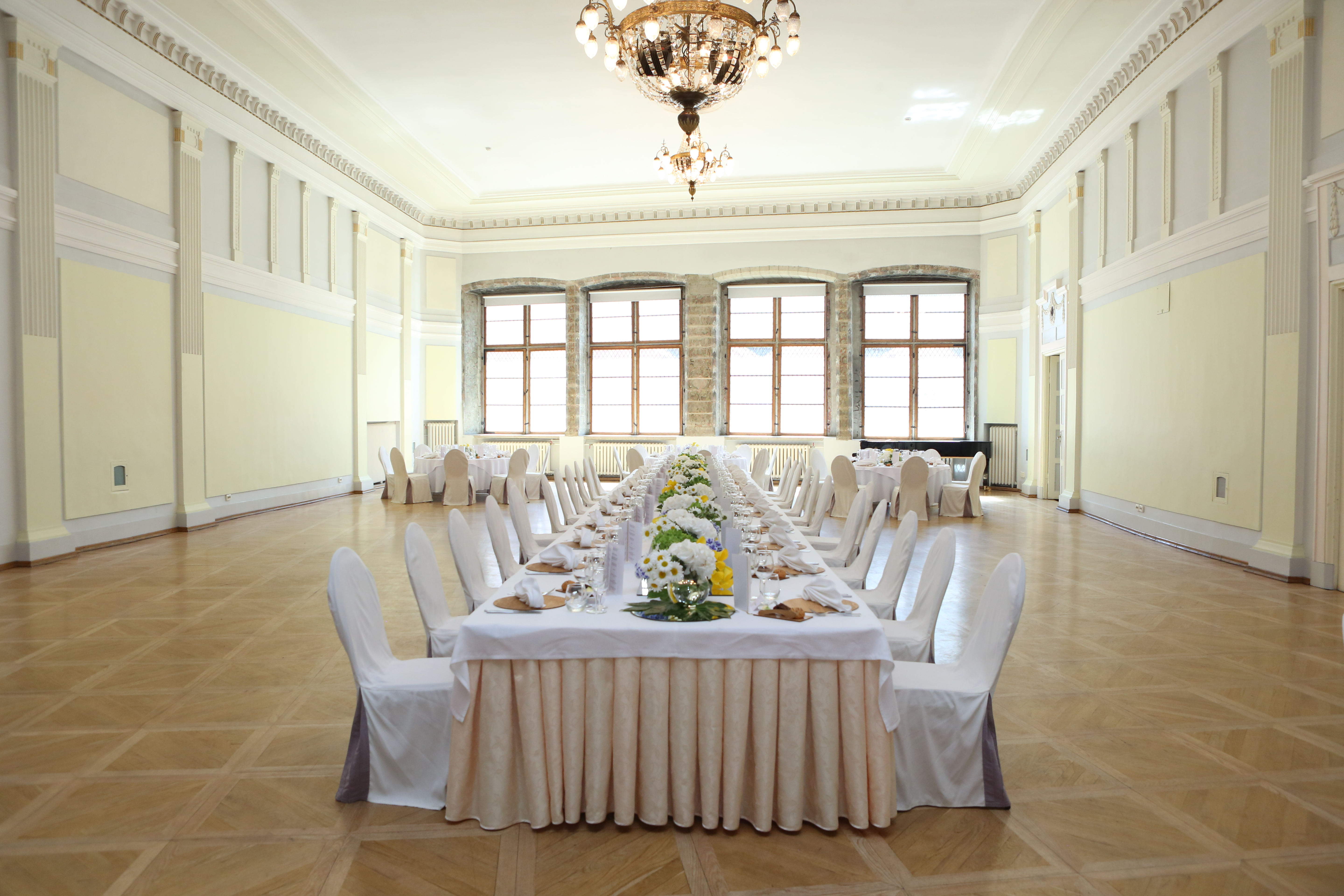
Saal im Schwarzhäupterhaus, 2017

Das Schwarzhäupterhaus (estnisch: Mustpeade maja) ist das denkmalgeschützte ehemalige Gemeinschaftshaus der Brüderschaft der Schwarzhäupter in der estnischen Hauptstadt Tallinn (deutsch Reval). Heute wird es für die Durchführung von Kulturveranstaltungen genutzt.

## Lage
Es befindet sich in der historischen Revaler Altstadt in der Langstraße (estnisch Pikk tänav), an der Adresse Langstraße 26.

## Architektur und Geschichte
Die Brüderschaft der Schwarzhäupter war 1399 entstanden, als die ledigen Mitglieder aus der aus Kaufleuten gebildeten Großen Gilde ausschieden. Nach einer Heirat traten die Schwarzhäupter dann in Große Gilde über. Den Schwarzhäuptern gehörten später dann auch ausländische Kaufleute an, die sich in Reval aufhielten. Die Bezeichnung ging auf den Schutzpatron der Bruderschaft, den Heiligen Mauritius zurück, der als Mohr dargestellt wurde.
Die deutschsprachigen Schwarzhäupter hatten eine wichtige gesellschaftliche Stellung in Reval inne. Enge Beziehungen bestanden zum Katharinenkloster. Die Schwarzhäupter beteiligten sich an Ritterturnieren. Überliefert ist ein Turnier aus dem Jahr 1536 bei dem vermutlich ein Schwarzhäupter einen Landadligen aus dem Sattel warf, was zu erheblicher Unruhe in der Stadt führte. Die Schwarzhäupter stellten zur Verteidigung Revals auch eine berittene Einheit. Überliefert ist eine Auseinandersetzung mit russischen Truppen am 11. September 1560 vor den Mauern Revals, bei dem zehn Schwarzhäupter fielen. Die Schwarzhäupter besaßen eigene Kriegsrüstungen und führten noch bis in das 19. Jahrhundert im Sommer auf dem Land jeweils Übungen durch. Später im 19. Jahrhundert oblag den Schwarzhäuptern noch die Stellung der berittenen Ehreneskorte in Reval für die kaiserliche Familie oder den Landesherren. Dabei trugen sie die ihnen vom russischen Zaren Nikolai I. verliehenen Uniformen des Gardedragonerregiments.
Ursprünglich hatte die Bruderschaft, es gab keine Gasthäuser für gehobene Ansprüche in Reval, auch die Aufgabe reisende Kaufleute angemessen unterzubringen. Die Bruderschaft führte ein Bruderbuch, in denen sich Gäste der Bruderschaft, darunter auch die russischen Monarchen seit Peter dem Großen eintrugen.
Im Jahr 1517 pachtete die Bruderschaft ein in der Langstraße 26 gelegenes Kaufmannshaus, das sie dann 1531 als Eigentum erwarben. Es verfügte über zwei Räume, wobei über dem Vorhaus anstelle des sonst üblichen Speichers ein großer Saal bestand. Im Zuge der Reformation kam es am 14. September 1524 zu einem Bildersturm, bei dem auch die Einrichtung des mit den Schwarzhäuptern verbundenen Katharinenklosters zerstört wurde. Den Schwarzhäuptern war es jedoch zuvor gelungen den 1495 aus Lübeck gekommenen prächtigen Altar der Schwarzhäupter, der sich als Seitenaltar in der Kirche befand, zu sichern. Der Altar stand dann über Jahrhunderte im Schwarzhäupterhaus. 1531/1532 wurde südlich des Hofs an der Heiligengeiststraße ein weiterer Saalbau errichtet. Er war 4,50 Meter hoch und verfügte als Stützelement über einen großen achteckigen Pfeiler mitsamt Tragebögen. Ein Gewölbe bestand nicht. Mittels dreier Säulen war der Saal in zwei Schiffe unterteilt. An einem der Kapitelle wurde die Jahreszahl der Fertigstellung 1531 in römischer Schreibweise (MVCXXXIJ) verzeichnet.
An der Fassade des Gebäudes zur Langstraße befinden sich mehrere Steinplastiken. Die ältesten Plastiken sind die im Jahr 1575 von Ewert Schroeder und Hans Koser geschenkten Beischlagtafeln beiderseits des Eingangs, die ein Wappen eines Mohrenkopfes mit Stirnbinde zeigen.
1597 erfolgten umfangreichere Umbauarbeiten durch den in Reval bekannten Baumeister Arent Passer. Dabei wurde insbesondere auch die Fassade verändert. Zwar blieb die alte Bausubstanz und auch die Elemente der Gotik erhalten, zugleich wurden jedoch Elemente der niederländischen Renaissance hinzugefügt. Durch die Bewahrung der Bausubstanz verblieb es auch bei der unsymmetrischen Aufteilung der Fassade, die im linken Gebäudeteil etwas nach rechts verschoben ist, wobei der Giebel selbst symmetrisch steht und am Rand mit Voluten verziert wurde. In der Höhe der Geschosse sind Karnies ausgeführt. Am Karnies oberhalb des Erdgeschosses befinden sich auf Renaissance-Schilden die Wappen der Hanseniederlassungen Brügge, Nowgorod, London und Bergen, der Karnies oberhalb des ersten Obergeschosses ist mit Löwenköpfen und Maskaronen geschmückt. Am zweiten Obergeschoss befindet sich eine als rustiziertes Portal ausgeführte Warenluke.
Es entstanden auch weitere das Gebäude zierende Steinplastiken. Besonders bemerkenswert ist die Gestaltung des Portals mit Löwenköpfen und rustizierten Pilastern. Die Dekorationen sind im Stil des niederländischen Manierismus gestaltet. Die in den Fenstergiebeln des Erdgeschosses befindlichen Basreliefs zeigen Porträts des polnischen Königspaars Sigismund III. Wasa und Anna von Österreich. Zwischen den Fenstern des ersten Obergeschosses befinden sich zwei weitere Reliefs, die mit Lanzen bewaffnete Ritter mit geschlossenem Visier bei einem Turnier darstellen. Sie sind mit den niederdeutschen Inschriften HELF GODT ALLEZEIDT und GODT IST MEIN HULF versehen und werden Arent Passer zugeschrieben.
Beiderseits der Warenluke sind Reliefs angeordnet, die die weiblichen Symbolfiguren Pax und Justitia darstellen. Oberhalb befindet sich ein weiteres Relief mit einer Abbildung eines segnenden Jesus Christus. Bekrönt wird der Giebel von einem wuchtigen Karnies. 
Das rechte Gebäude wurde nur im Erdgeschoss in ähnlichem Stil umgestaltet. An seiner Fassade finden sich die Wappen zweier Revaler Familien, sowie im Giebel eine Darstellung des Heiligen Georg. Im Übrigen hat es mit großen Bodenluken und Kranbalken weiter das äußere Erscheinungsbild eines Speichers.
Im linken Teil wurde im oberen Geschoss ein großer Saal, der sogenannte Brudersaal eingerichtet. Der Brudersaal wurde dann mit lebensgroßen Porträts ausgestattet, die deutsche, schwedische und russische Herrscher zeigten, die als Landesherren von Estland bzw. Reval fungierten. So befanden sich dort Porträts vom römisch-deutschen Kaiser Karl V. bis zum letzten russischen Zar Nikolaus II. Außerdem war im Brudersaal auch ein Epitaph für die zehn am 11. September 1560 gefallenen Schwarzhäupter. Hierbei handelt es sich um die älteste erhaltene Stadtansicht Revals. Der Saal im Erdgeschoss heißt Dornste, was etwa heizbares Gemach bedeutet. Im Haus fanden kulturellen Veranstaltungen statt, insbesondere war es Veranstaltungsort für Feste der Deutsch-Balten in Reval.
Berent Geistmann schuf 1604 die Lünettenschnitzereien. Die farbige Eingangstür selbst entstand in den 1640er Jahren. Die Schnitzereien oberhalb der Tür zeigen den Kopf des Mauritius.
Im Jahr 1908 erfolgte ein weiterer großer Umbau, der jedoch nur den Innenbereich betraf. Geleitet wurde er vom Architekten Wilhelm Neumann. In diesem Zusammenhang wurden die noch aus dem 16. Jahrhundert stammenden Einrichtungselemente entfernt und durch eine Ausstattung im Stil der Neorenaissance ersetzt.
Am 30. November 1918 hielt Alfred Rosenberg, später ein führender Ideologe der NSDAP, im angemieteten großen Saal des Schwarzhäupterhauses eine Rede zur von ihm sogenannten Judenfrage.
Der Charakter der Schwarzhäupter als Vereinigung von Kaufleuten ging im Laufe der Zeit zurück. 1895 wurde sie als Standesorganisation aufgelöst. Es bestand ein Schwarzhäupterkorps das durch Wahl unverheirateter Kaufleute ergänzt wurde, wobei diese bei einer Heirat nicht mehr ausscheiden mussten. Das Korps vermietete die Räume im Erdgeschoss des Hauses an den säkularen Schwarzhäupterklub, der noch bis 1940 bestand. Die oberen Räume blieben in Nutzung des Korps, wo insbesondere die Wertgegenstände der Schwarzhäupter verwahrt wurden. Nach dem Zweiten Weltkrieg befand sich im Haus ein sozialistisches Kultur- und Jugendzentrum. Zur Bruderschaft gehörende Stilmöbel und Paradeporträts kamen ins Stadtmuseum, Silberpokale gelangten ins Kunstmuseum. 
Als Denkmal wurde das Haus am 15. April 1997 registriert und ist unter der Nummer 3040 im estnischen Denkmalverzeichnis eingetragen.